# Anlandung

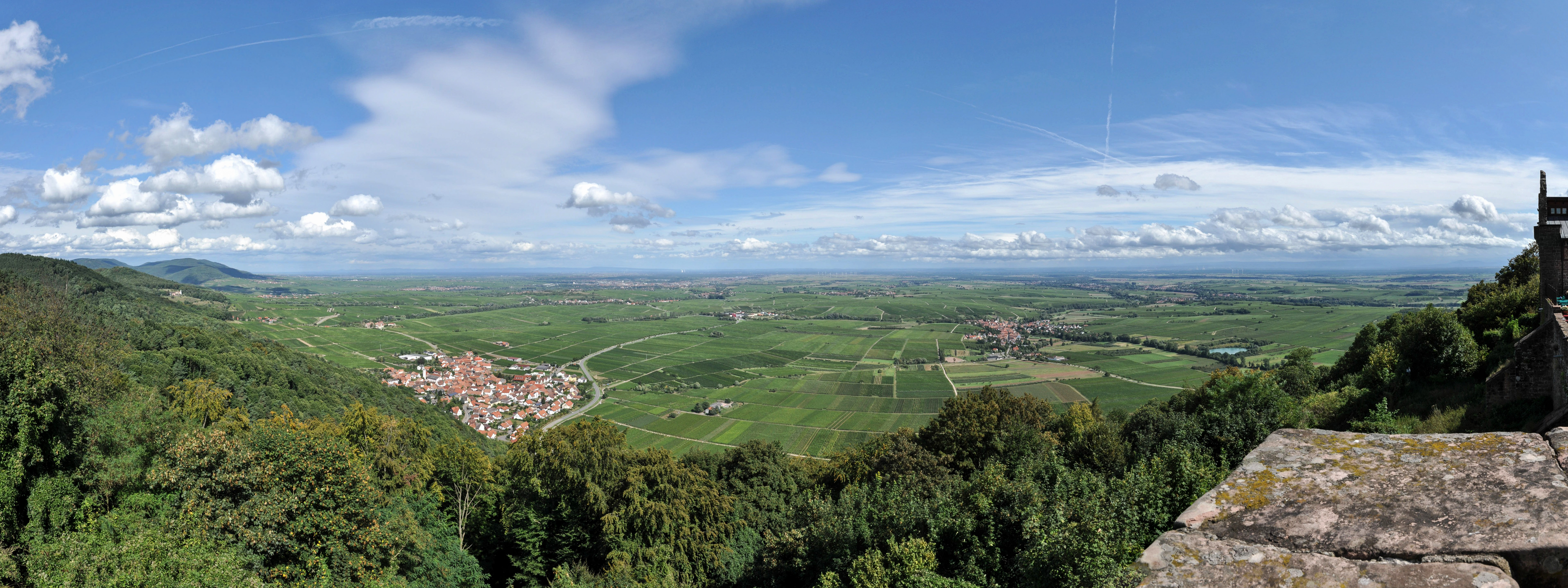
Die Oberrheinische Tiefebene (Blick vom Ostrand des Pfälzerwaldes), Paradebeispiel für eine natürliche Auflandungsfläche in Mitteleuropa, heute mehr oder weniger komplett in eine Kulturlandschaft umgewandelt.

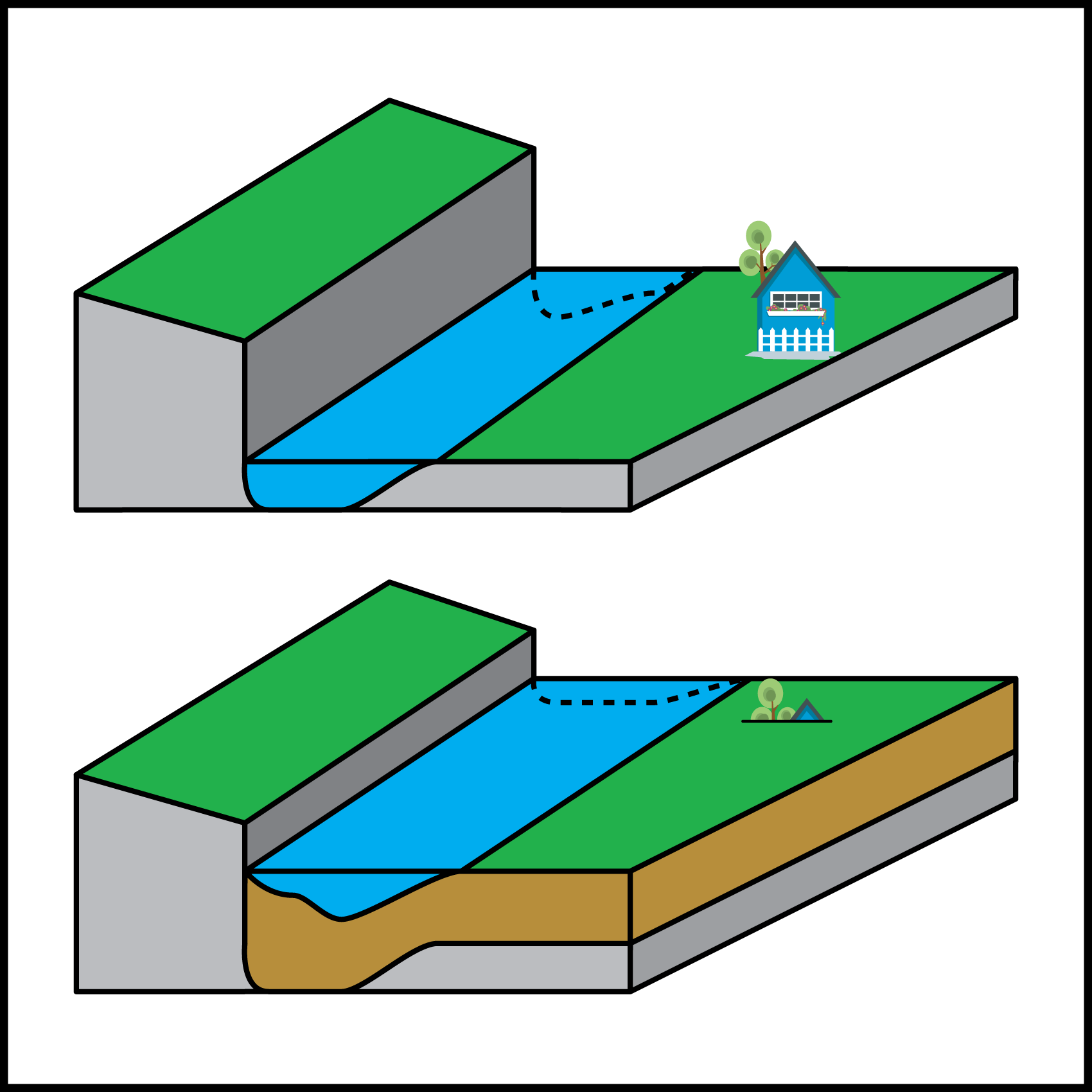
Schematische Darstellung der Auflandung in einem Flusstal.

Anlandung, Auflandung, Aufschotterung oder auch Aggradation bezeichnet die natürliche Ablagerung mineralischer Sedimente (vor allem Kies, Sand und Schluff) als Ausgangsprozess für die Entstehung ebener, relativ gut entwässerter Landschaften. Die Sedimente sind dabei durch strömendes Wasser über eine gewisse Distanz in das Anlandungsgebiet (Ablagerungsgebiet; geol.: Ablagerungsraum) transportiert worden. Man spricht daher auch von allochthonem Material.
Anlandung kann auch die zunehmende Verflachung und schließlich das Trockenfallen von Gewässern oder Teilen von Gewässern beinhalten. Diese spezielle Form steht im Gegensatz zur Verlandung, die sich durch Ablagerung überwiegend organischen, dem Gewässer selbst entstammenden (autochthonen) Materials vollzieht (in Reinform faktisch nur bei stehenden Binnengewässern auftretend). Jedoch wirken beim Trockenfallen von Gewässern oder Gewässerteilen Anlandung und Verlandung nicht selten gemeinsam.
Anlandung findet oft im Bereich von bereits vorhandenen See- und Flussufern und an Flachküsten statt, kann aber auch zur Entstehung von Inseln führen. In Flusstälern wird die Ablagerung allochthoner Sedimente meist als Auflandung oder auch, wenn es sich um relativ grobes Sediment handelt, als Aufschotterung bezeichnet und steht mit Änderungen der Strömungsgeschwindigkeit in Zusammenhang, die wiederum von der Wasserführung und dem Gefälle abhängen. So werden beispielsweise durch periodische Hochwasser und der damit verbundenen Ablagerung der mitgeführten Sedimentfracht in den überschwemmten Bereichen im Laufe von Jahrhunderten bis Jahrhunderttausenden weite Schwemmebenen aufgeschüttet. Im Wechselspiel von Erosion und Auflandung können so Flussterrassen entstehen. Auch die Gleithänge mäandrierender Flüsse entstehen durch Anlandung.
Das Trockenfallen von Gewässern bzw. Gewässerteilen durch Anlandung ist meist der Beginn einer allogenen (durch äußere Einflüsse bedingten) biologischen Sukzession. Hierbei erfolgt gleichzeitig die Umwandlung der obersten Sedimentschichten in einen Boden. Beispiele für solche Anlandungsbereiche sind Flussauen und Marschen. Letztgenannte entwickeln sich aus Sedimentwatten und in Mündungsdeltas.